# 許穆
許穆（1595年—1682年4月27日），字文甫、和甫，號眉叟、台領老人，朝鮮王朝后期政治家、思想家、作家、詩人、畵家、敎育家，禮訟争议時南人黨的強硬派及領導人。歷官大司成、吏曹判書、大司憲、右議政等。西人黨的領導人宋時烈的主要政敵之一。諡號文正。

## 生平
許穆原本是一個博學的儒學弟子，朝鮮儒學者退溪李滉的門人寒岡鄭逑的門下修學。他的青、壯年期足不出仕，直到50歲才擔任官職。56歲建議採取兩項靖陵參奉，但一個月後辭職。 
孝宗去世時（孝宗十年，1659年），其繼母趙大妃的服喪期限問題，引起史稱「己亥禮訟」的激烈黨爭。當時掌權的西人黨首領宋時烈根據《朱子家禮》主張期年說（一年）；而身為在野的南人黨要角許穆、尹鑴則主張三年說。由於和孝宗繼承王位的正統性有關，因而倍受重視，最後採取期年說。 
顯宗十五年（1674年），孝宗妃、仁宣王后張氏過世，孝宗繼母趙氏的服喪期限問題再度引發史稱「甲寅禮訟」的黨爭。宋時烈、金壽恆等西人黨依據《朱子家禮》主張大功說（九個月）；而許穆等南人黨則主張期年說。結果採用期年說，政權也移轉到南人手中。 
同年肅宗卽位，南人全面掌權，許穆獲任大司憲。以後歷吏曹參判、備邊司堂上、歸厚署提調、議政府右參贊、成均館祭酒等職。肅宗二年（1675年）任吏曹判書，升右議政。肅宗七年（1680年），受族人許堅的獄事累連而罷職。肅宗十九年（1692年）去世，獲追贈為領議政。

## 著作
- 《經禮類纂》（1647）
- 《東事》（1667）
- 《淸士列傳》（1667）
- 《經說》（1677）
- 《眉叟記言》（1689）
- 《眉叟天字文》

### 作品
- 《陟州東海碑文》
- 《李成中墓表》

### 圖畵
- 《墨竹圖》